# Entwined
Entwined es un videojuego de ritmo desarrollado por Pixelopus y publicado por Sony Computer Entertainment para PlayStation 4 en junio de 2014. Se lanzaron versiones para PlayStation 3 y PlayStation Vita en julio de 2014. El videojuego se anunció en la sesión informativa de Sony para los medios de comunicación de la E3 el 9 de junio de 2014 y se puso a la venta en todo el mundo en la PlayStation Store para la PlayStation 4 ese mismo día. Las versiones para PlayStation 3 y PlayStation Vita se lanzaron aproximadamente un mes después, y como Entwined es un título de cross-buy, estas dos versiones estuvieron disponibles sin coste adicional para quien haya comprado la versión para PlayStation 4.

## Argumento
La historia trata de dos almas, un pájaro y un pez, que están enamorados pero no pueden estar juntos. Una vez unidos, las dos almas se transformarán en un magnífico dragón volador.

## Jugabilidad
El jugador tiene la tarea de guiar a las dos almas simultáneamente, una con cada stick analógico, para reunirlas a lo largo de muchas vidas. El stick analógico izquierdo controla el pez, mientras que el derecho controla el pájaro.

## Lanzamiento
Entwined se lanzó para PlayStation 3, PlayStation 4 y PlayStation Vita en junio de 2014.

## Recepción
Entwined recibió reseñas «mixtas» según el agregador de reseñas Metacritic.
The Digital Fix le dio una puntuación de 8/10 y dijo que el videojuego «fusiona su jugabilidad, sus efectos visuales y su banda sonora en una hermosa obra de arte que debería ser experimentada por cualquiera que tenga la oportunidad de jugarlo». Sin embargo, The Escapist le otorgó tres estrellas de cinco y afirmó: «Aunque sus cualidades superficiales sugieren algo artístico y quizá un poco filosófico, este juego arcade mediocre no tiene la suficiente fuerza como para merecer algo más que un encogimiento de hombros. Aunque no es horrible, no es lo suficientemente intrigante como para mantener el interés incluso a pesar de su breve duración». National Post le dio un cinco sobre diez y afirmó que el videojuego «nunca consigue ofrecer mucho más que arte y belleza».